# Trematopygus dubitor
Trematopygus dubitor là một loài tò vò trong họ Ichneumonidae.